# 10 Rillington Place
10 Rillington Place is een Brits biografisch misdaad-drama uit 1971 onder regie van Richard Fleischer. Het verhaal van de film is gebaseerd op dat uit het boek Ten Rillington Place, dat Ludovic Kennedy schreef over de misdaden van de Engelse seriemoordenaar en necrofiel John Christie. De titel verwijst naar het adres van het huis waarin Christie in de jaren 40 en begin jaren 50 woonde en waarin hij zowel de moorden pleegde als de lijken verborg.
John Hurt werd voor zijn hoofdrol als Timothy John Evans genomineerd voor een BAFTA Award.

## Verhaal
John Reginald Christie (Richard Attenborough) lijkt een doorsnee Engelse veertiger die samen met zijn echtgenote Ethel (Pat Heywood) op 10 Rillington Place in Londen woont. Vanwege verwondingen opgelopen in de Eerste Wereldoorlog werkt hij niet meer en is hij vrijwel de hele dag thuis. Wat Ethel niet weet, is dat haar man van de tijd die zij van huis is, gebruikmaakt om jonge vrouwen naar hun woning te lokken met uiteenlopende excuses om ze daar te vermoorden. Zo laat Christie in 1944 Muriel Eady (Phyllis MacMahon) 's avonds op bezoek komen omdat hij haar heeft wijsgemaakt dat hij een medische achtergrond heeft en haar kan helpen met haar bronchitis. In plaats van haar een vermeend heilzaam middel te laten inhaleren, verdooft hij haar met gas dat gewoon verdekt uit zijn gasleiding komt. Zodra Eady bewusteloos is, wurgt hij haar met een touw en verkracht hij de vrouw. Daarna begraaft hij haar lichaam in de tuin. Ze is niet het eerste lijk dat Christie daar verbergt.
Omdat Christie niet werkt, hebben hij en Ethel weinig inkomen. Daarom zet hij in 1949 de bovenverdieping te huur. De woonruimte wordt gehuurd door Beryl (Judy Geeson) en Timothy 'Tim' Evans (John Hurt), een echtpaar twintigers dat samen met hun baby Geraldine intrekt. Christies oog wordt direct getrokken door Beryl, met wie hij op vriendschappelijke voet probeert te komen wanneer Tim van huis is. Zijn pogingen hiertoe worden nogal eens verstoord door haar beste vriendin Alice (Isobel Black), die bijna dagelijks langskomt. Zij is Beryls steun en toeverlaat, zeker wanneer Tim weer eens in de kroeg staat op te scheppen over zijn werk en alle vrouwen die hij her en der zou hebben zitten, om vervolgens beschonken thuis ruzie te komen maken. In werkelijkheid hebben Beryl en hij het niet zo breed en was Christies bovenverdieping het beste dat ze konden betalen.
Tim en Beryl zien donkere wolken boven zich samenpakken wanneer zij weer zwanger blijkt. Ze hebben het geld niet om een tweede kind te kunnen onderhouden en ook niet om een dokter te betalen voor een abortus. Als Beryl aan Christie vertelt wat er speelt, doet hij zich voor als reddende engel. Hij maakt haar wijs ooit medische training te hebben gehad en een geheime methode te hebben geleerd om een abortus uit te voeren. Hij biedt haar aan dit kosteloos thuis voor haar en John te doen. Omdat er geen betere optie lijkt te zijn, stemt Tim schoorvoetend met Beryl in om Christies aanbod te accepteren. Die waarschuwt het stel wel dat er een kans van één op tien is dat de moeder aan de ingreep overlijdt. Als ze hem niet vertrouwen, dan moeten ze zelf maar iets anders zoeken. De Evans weten niet hoe vlug ze hun vertrouwen in hem moeten uitspreken, want ze hebben helemaal geen andere keus.
Wanneer Tim de volgende dag van huis is, stuurt Christie Ethel de deur uit voor een boodschap en bereidt hij dezelfde methode voor waarmee hij Eady vergaste. Beryl krijgt met het gaskapje op haar mond gedrukt alleen halverwege door wat Christie aan het doen is. Ze wurmt onder het kapje uit en zet het op een schreeuwen. Daarop slaat Christie haar bewusteloos, waarna hij haar met zijn touw wurgt en verkracht. Haar lichaam verstopt hij in zak in een stenen nisje in de schuur met een paar planken ervoor. Als Tim thuis komt, vertelt hij hem dat Beryl is overleden aan de ingreep vanwege de pillen die ze eerder innam om te proberen zo haar vrucht te aborteren. Tim wil de politie inlichten over de dood van zijn vrouw, maar zegt Christie toe hem buiten het verhaal te laten om hem niet in de problemen te brengen. Christie wil helemaal geen politie over de vloer en vertelt Tim dat hij risico loopt schuldig te worden bevonden aan doodslag. Beryl heeft namelijk een verwonding aan haar voorhoofd 'vanwege het stoten tegen de bedrand' en door zijn praatjes in de kroeg heeft hij een reputatie die hem misschien wel op een geweldpleger doet lijken. Bovendien is Alice er getuige van geweest hoe Tim kan zijn als hij thuiskomt uit de kroeg. In dat geval hoeft Tim van Christie geen hulp te verwachten, want die zal dan alle betrokkenheid ontkennen. Christie stelt Tim voor om in plaats daarvan uit Londen te vertrekken. Hij zal dan aan belangstellenden verklaren dat Beryl en hij samen vertrokken zijn. Voor Geraldine zegt Christie pleegouders te weten en Beryls lichaam zal hij wegwerken. Zodra Tim naar zijn oom en tante gaat, wurgt hij Geraldine niettemin met een stropdas en stopt hij haar lijkje bij Beryl in de zak.
Terwijl Tim bij zijn oom en tante is, begint zijn geweten aan hem te knagen. Hij geeft zichzelf alsnog aan bij de politie. Die vertelt hij dat Beryl per ongeluk overleden is door het innemen van pillen om een onorthodoxe abortus te bewerkstelligen. Haar lichaam zou hij in zijn eentje verborgen hebben in het riool voor Rillington Place 10. De politie treft daar alleen niets aan en heeft bovendien drie agenten nodig om het putdeksel te verwijderen, dat Tim daardoor nooit alleen getild kan hebben. Zijn verhaal klopt niet. Wanneer Christie ondervraagd wordt over Tim, vertelt die dat Tim erg opvliegend was tegen zijn vrouw. In het schuurtje in de tuin worden de lichamen van Beryl en Geraldine gevonden, die allebei gewurgd blijken met een touw. Het betreft aantoonbaar moord en Tim wordt als de schuldige gezien. Tim hoort ook voor het eerst dat Beryl gewurgd is en bepleit dat Christie zijn vrouw en dochter vermoord heeft, maar wordt niet geloofd. Christie legt daarbij belastende verklaringen tegen hem af in de rechtbank. Tim wordt schuldig bevonden en opgehangen.
Hoewel Christie door het gerecht niet als moordenaar werd gezien, weet Ethel in haar achterhoofd beter. Ze vertelt hem dat ze bij hem weggaat en dat hij zelf de reden wel weet. Daarop vermoordt Christie ook zijn vrouw. Zonder Ethel kan hij zich alleen niet meer veroorloven om in het huis te blijven wonen. Hij raakt dakloos. Wanneer nieuwe bewoners Rillington Place 10 komen bekijken, merkt een van hen dat er een holle ruimte is achter een wand in de woonkamer. Hij trekt een plank weg en ziet door het gat de lichamen van verschillende dode vrouwen. Hij meldt dit aan de politie, die Christie opspoort om hem alsnog als moordenaar te berechten.

## Rolverdeling
| Acteur               | Personage              |
| -------------------- | ---------------------- |
| Richard Attenborough | John Reginald Christie |
| Judy Geeson          | Beryl Evans            |
| John Hurt            | Timothy John Evans     |
| Pat Heywood          | Ethel Christie         |
| Isobel Black         | Alice                  |
| Miss Riley           | Baby Geraldine         |
| Phyllis MacMahon     | Muriel Eady            |
| Ray Barron           | Bouwvakker Willis      |
| Douglas Blackwell    | Bouwvakker Jones       |
| Gabrielle Daye       | Mrs. Lynch             |
| Jimmy Gardner        | Mr. Lynch              |
| André Morell         | Rechter Lewis          |
| Robert Hardy         | Malcolm Morris         |

## Feitelijke nasleep
- De echte Timothy Evans werd zestien jaar na zijn ophanging alsnog onschuldig bevonden aan het vermoorden van zijn eigen dochtertje. Hem werd gratie verleend en de moord werd officieel toegeschreven aan Christie.
- De film werd opgenomen in het echte Rillington Place nummer 10 en gedeeltelijk een paar huizen verderop in nummer zes.